# We Could Be the Same
 (avril 2023).
Si vous disposez d'ouvrages ou d'articles de référence ou si vous connaissez des sites web de qualité traitant du thème abordé ici, merci de compléter l'article en donnant les références utiles à sa vérifiabilité et en les liant à la section « Notes et références ».
We Could Be the Same (Nous pourrions être pareils en français) est une chanson interprétée par le groupe turc MaNga lors du Concours Eurovision de la chanson 2010 tenu à Oslo.

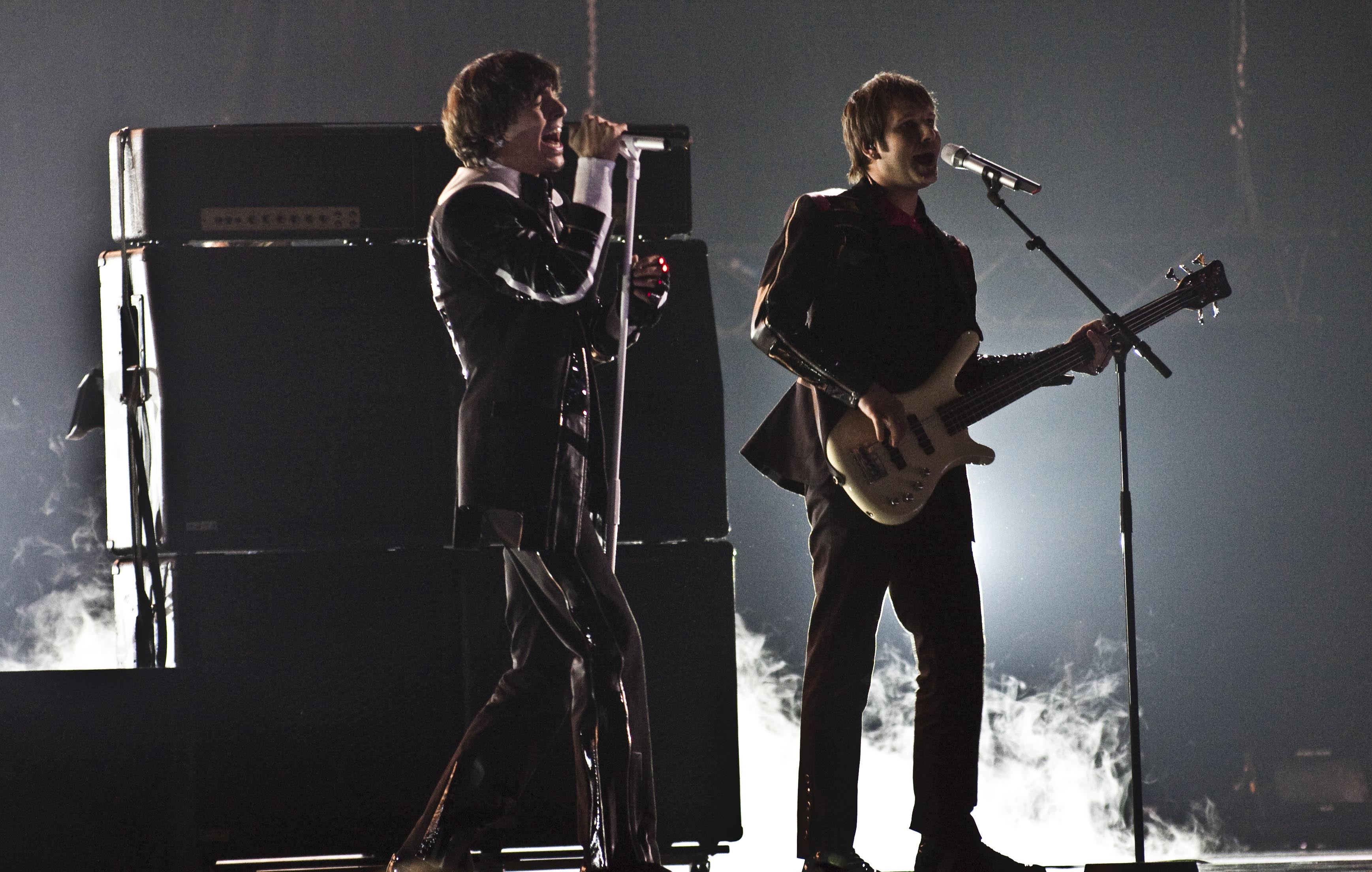
Deux musiciens du groupe lors d'une semi-finale.

La chanson se classa à la seconde position avec un total de 170 points.